# Schloss Ringstaholm

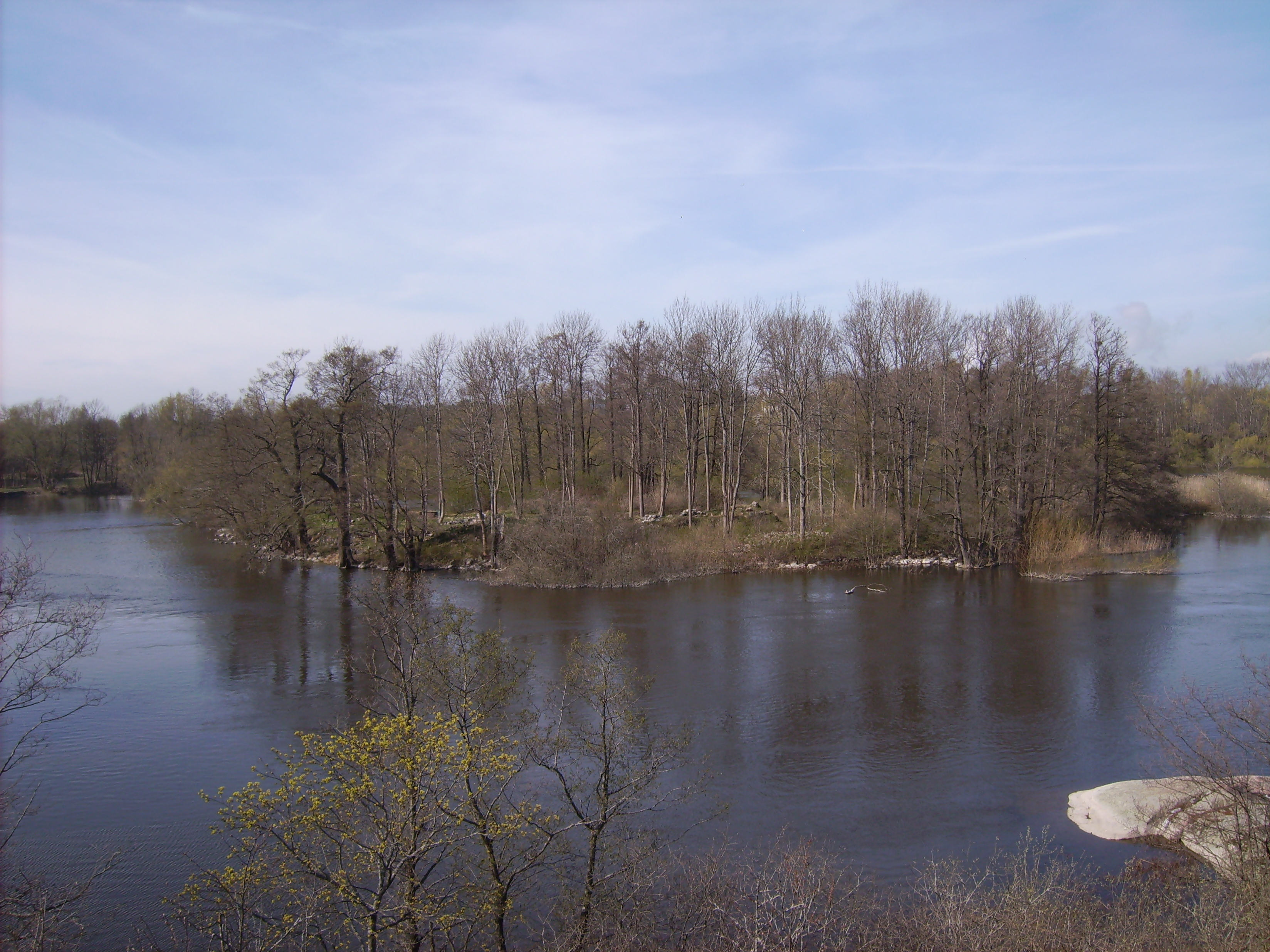
Überreste des Schlosses, 2006

Das Schloss Ringstaholm lag auf einer Insel des Flusses Motala ström in der schwedischen historischen Provinz Östergötland. Es befand sich in der Nähe des Sees Glan beim Ort Fiskeby und war zu seiner Zeit eines der mächtigsten Schlösser in Schweden. Heute existieren nur noch wenige Mauerreste. König Karl VIII. von Schweden soll auf dem Schloss geboren worden sein.
Ringstaholm wurde erstmals 1316 erwähnt. Durch Tausch kam es 1377 in den Besitz von Bo Jonsson Grip und war Sitz eines seiner Vögte, der die umliegenden Harden verwaltete, die zusammen die Provinz Ringstholms län bildeten. 1404 wurde das Schloss von der Krone eingezogen. 1425 setzte Erich von Pommern den deutschstämmigen Henrik Styke als Provinzverwalter ein, der das Schloss beim Engelbrekt-Aufstand aufgeben musste. Zu Beginn des Jahres 1470 wurde der damalige Besitzer, Ritter Trotte Karlsson, aus dem Schloss vertrieben und das Gebäude niedergebrannt.
Spätere archäologische Ausgrabungen, bei denen die Grundmauern freigelegt wurden, zeigten, dass ein Teil des Schlossberges durch Aufschüttung entstanden war.
Koordinaten: 58° 35′ 24″ N, 16° 6′ 54″ O